# Lógica e racionalidade
Como o estudo dos argumentos é de clara importância para as razões pelas quais damos como verdadeiras certas coisas, a lógica é de fundamental importância para a racionalidade. Argumentos podem ser lógicos, se eles são "conduzidos ou avaliados de acordo com princípios estritos de validade", enquanto são racionais, de acordo com a exigência mais ampla que eles se baseiam na razão e conhecimento.
Lógica e racionalidade têm sido tomadas como conceitos fundamentais na filosofia. O racionalismo filosófico na sua forma mais extrema é a doutrina de que o conhecimento pode, em última instância, ser fundamentado na razão pura, enquanto o logicismo é a doutrina de que os conceitos matemáticos, entre outros, são redutíveis à lógica pura.

## Formas de raciocínio
O raciocínio dedutivo diz respeito à consequência lógica de determinadas premissas. Numa concepção estreita da lógica, a lógica diz respeito apenas ao raciocínio dedutivo, embora uma concepção tão estreita exclua controvertidamente a maior parte daquilo que é chamado de lógica informal da disciplina. Outras formas de raciocínio são algumas vezes tomadas como parte da lógica, como o raciocínio indutivo e o raciocínio abdutivo, que são formas de raciocínio que não são puramente dedutivas, mas incluem inferência material. Da mesma forma, é importante distinguir validade dedutiva e validade indutiva (chamada de "força indutiva"). Uma inferência é dedutivamente válida se e somente se não houver nenhuma situação possível em que todas as premissas são verdadeiras, mas a conclusão é falsa. Uma inferência é indutivamente forte se e somente se suas premissas dão algum grau de probabilidade à sua conclusão.
A noção de validade dedutiva pode ser rigorosamente estabelecida para os sistemas de lógica formal em termos das noções bem entendidas de semântica. A validade indutiva, por outro lado, nos obriga a definir uma generalização confiável de um conjunto de observações. A tarefa de fornecer esta definição pode ser abordada de várias maneiras, algumas menos formal do que outras; algumas dessas definições podem usar a indução de regras de associação lógica, enquanto outras podem usar modelos matemáticos de probabilidade, como árvores de decisão. Em sua maior parte, essa discussão da lógica trata apenas da lógica dedutiva.
O raciocínio abdutivo é uma forma de inferência que vai de uma observação a uma teoria que explica a observação, buscando idealmente encontrar a explicação mais simples e provável. No raciocínio abdutivo, ao contrário do raciocínio dedutivo, as premissas não garantem a conclusão. Pode-se entender o raciocínio abdutivo como "inferência para a melhor explicação".

## Pensamento crítico
O pensamento crítico, também chamado de análise crítica, é o pensamento racional, claro, envolvendo a crítica.

## Dialética
A dialética é um discurso entre duas ou mais pessoas que possuem pontos de vista diferentes sobre um assunto, mas que desejam estabelecer a verdade através de argumentos fundamentados. Tem sido objeto de estudo desde tempos antigos, mas só recentemente tem sido objeto de tentativas de formalização.

## Ilogicidade
A ilogicidade é um transtorno do pensamento, ou seja, um sintoma de um transtorno mental.